# Joss Ackland
| Joss Ackland                              | Joss Ackland                                                              |
| Kattints az alábbi külső linkek egyikére! | Kattints az alábbi külső linkek egyikére!                                 |
| ----------------------------------------- | ------------------------------------------------------------------------- |
| Nem található szabad kép.(?)              |                                                                           |
| külső link · jogvédett                    | Jurij Liszenko nagykövet a „Vadászat a Vörös Októberre” c. filmben (1990) |

Joss Ackland, teljes nevén Sidney Edmond Jocelyn Ackland, (Kensington, London,  1928.  február 29. – Clovelly, Devon, 2023. november 19.) angol színész, a Brit Birodalom Rendje parancsnoki fokozatának birtokosa.

## Pályafutása
A londoni Central School of Speech and Drama elvégzése után már 17 évesen a színpadon debütált. Filmes bemutatkozása sem akármilyen volt, hiszen 1950-ben a Seven Days to Noon című  Oscar-díjas filmben tűnt fel először a filmvásznon, igaz, csak egy rövid jelenet erejéig egy fiatal rendőr szerepében. Az '50-es években nem is nagyon termett több babér a fiatal színész számára.
A '60-as években olyan sorozatokban játszott kisebb szerepeket, mint A három testőr, a Sherlock Holmes, (1965) a Copperfield Dávid (1966) vagy a Canterbury mesék, de felbukkant a Minden lében két kanál-ban (1972) is. Első jelentős mozifilmszerepéig egészen 1973-ig kellett várnia, amikor a fiatal Christopher Walken partnere lehetett a The Happiness Cage-ben. Ebben az évben forgatta a A három testőr, avagy a királyné gyémántjai című kalandfilmet is, melyben olyan színészek mellett játszott, mint Michael York, Oliver Reed,  Frank Finlay, Charlton Heston vagy Geraldine Chaplin. Ackland szintén Oliver Reed mellett szerepelt 1975-ben, a Királyi játszma című vígjátékban is, melyet ugyancsak Richard Lester rendezett, aki a testőr-film alkotója is volt..
Az igazán nagy szakmai elismerést 1987-ben kapta, amikor is BAFTA-díjra jelölték legjobb férfi mellékszereplő kategóriában köszönhetően az Úri passziókban nyújtott kiváló alakításának, mely filmben olyan partnere volt mint Greta Scacchi, John Hurt és az akkor még kezdőnek számító Hugh Grant. Szintén 1987-ben Michael Cimino fontos szerepet osztott Acklandre a Mario Puzo regényéből megfilmesített A szicíliai című maffiafilmben  Christopher Lambert és Terence Stamp mellett. Ugyanebben az évben szerepelt a Pet Shop Boys Always On My Mind című videóklipjében is. Egy évvel később szintén Christopher Lambert partnere volt a Megölni egy papot című politikai thrillerben. 1989-ben már Mel Gibson és Danny Glover ellenségeként bukkant fel a Halálos fegyver 2-ben.
1991-ben már könnyebb műfajú filmben játszott, a Bill és Ted haláli túrája című vígjátékban az ifjú Keanu Reeves mellett. 1993-ban a Jean-Claude Van Damme főszereplésével készült Hiába futszban szerepelt. 1995-ben aztán főszerepet is kapott a Veszett kutyák és angolok című kőkemény brit krimiben. Egy évvel később a francia festőt, Henri Matisse-t keltette életre az Anthony Hopkins címszereplésével készült Túlélni Picassót című életrajzi drámában. 1997-ben Rachel Weisz, Kathy Bates és Ian McKellen partnere volt az Érzelmek hullámain című romantikus filmben.

## Munkái
Ackland 2002-ben két hollywoodi produkcióban is helyet kapott, előbb a Bob Rafelson rendezte A csapda mélyénben játszott Samuel L. Jackson, Stellan Skarsgård és Milla Jovovich oldalán, majd következett az Atomcsapda Harrison Ford és Liam Neeson főszereplésével. 2006-ban Lauren Bacall társa volt a Drámai pillanatok című viktóriánus romantikus drámában.

## Filmjei
- Szentivánéji álom (1959)
- ITV Play of the Week (1959-1961)
- Grant kapitány gyermekei (1962)
- Z Cars (1964-1968)
- Theatre 625 (1965-1966)
- Armchair Theatre (1965-1967)
- The Wednesday Play (1965-1967)
- Sherlock Holmes (1965)
- BBC Play of the Month (1966-1970)
- The Troubleshooters (1966-1968)
- Mystery and Imagination (1966-1968)
- Raszputyin, az őrült szerzetes (1966)
- David Copperfield (1966)
- Play for Today (1970-1973)
- Thirty-Minute Theatre (1971-1972)
- A vértől csöpögő ház (1971)
- Kaktusz Jack (1971)
- Minden lében két kanál (1972)
- A három testőr, avagy a királyné gyémántjai (1973)
- A kis herceg (1974)
- Szép remények (1974)
- Ellopták a dinoszauruszt (1975)
- Királyi játszma (1975)
- Az ezüst rejtélye (1977)
- A görög mágnás (1978)
- Ki öli meg Európa nagy konyhafőnökeit? (1978)
- Az Angyal visszatér (1978)
- Gesztenye, a honalapító (1978)
- Az áruló (1979)
- Meghökkentő mesék (1980-1988)
- Csiszolatlan gyémánt (1980)
- Alma (1980)
- Sherlock Holmes kalandjai (1985)
- Z és két nulla (1985)
- A szicíliai (1987)
- Úri passziók (1987)
- Ha egybekelünk (1987)
- Megölni egy papot (1988)
- A férfi, aki a Ritzben lakott (1989)
- Halálos fegyver 2. (1989)
- Jekyll és Hyde (1990)
- Vadászat a Vörös Októberre (1990)
- Ian Fleming titkos élete (1990)
- Az asszony, akit Jackie-nek hívtak (1991)
- Fedezetlen szerelem (1991)
- Bill és Ted haláli túrája (1991)
- Elsőosztályú gyilkosság (1991)
- A hercegnő és a kobold (1991)
- Sherlock Holmes: Bűntény a Viktória-vízesésnél (1992)
- Volt egyszer egy gyilkosság (1992)
- Az árnyékvadász (1992)
- Kerge kacsák (1992)
- Az ifjú Indiana Jones kalandjai (1992)
- Screen Two (1993-1996)
- Hiába futsz (1993)
- Anyja fia (1993)
- Csoda New Yorkban (1994)
- Jákob (1994)
- X polgártárs (1995)
- Veszett kutyák és angolok (1995)
- Egy kölyök Arthur király udvarában (1995)
- A csend rejtekében (1996)
- Túlélni Picassót (1996)
- Kerge kacsák 3. (1996)
- Érzelmek hullámain (1997)
- Tűzfény (1997)
- A Nap heve (1998)
- Egetverő szenzáció (1998)
- Ébren álmodó (2000)
- A csapda mélyén (2002)
- Atomcsapda (2002)
- Csak a zene (2003)
- VIII. Henrik (2003)
- Hűségeskü (2004)
- Ikon (2005)
- Drámai pillanatok (2005)
- Kisvárosi gyilkosságok, Rókavadászat c. epizód (2006)
- A nagy légiakció (2006)
- Varázsapu (2006)
- Kingdom – Az igazak ügyvédje (2007)
- Trükkös gyémántrablás (2007)
- Pinocchio (2008)
- Crusoe (2008-2010)